# Alfons Weiser
Alfons Weiser SAC (* 18. Februar 1934 in Wölfelsgrund, Landkreis Habelschwerdt, Provinz Niederschlesien) ist ein deutscher römisch-katholischer Theologe und Exeget.

## Leben
Durch die Vertreibung der Deutschen aus Schlesien nach dem Zweiten Weltkrieg kam die Familie Weiser nach Bremen. Hier absolvierte Alfons Weiser von 1948 bis 1951 eine Schlosserlehre bei den Atlas-Werken, die er mit Auszeichnung abschloss. Ab 1952 besuchte er ein katholisches Gymnasium in Limburg und erwarb an einem staatlichen Gymnasium 1958 das Abitur.
Nachdem er sich 1952 dem Orden der Pallottiner (SAC) angeschlossen hatte, legte er 1960 die erste Profess ab und feierte 1963 seine ewige Profess. 1964 wurde er zum Priester geweiht.
Nach dem Erwerb von Latinum, Graecum und Hebraicum studierte er Katholische Theologie und Philosophie an der Universität Würzburg. Mit seiner als beste des Jahres ausgezeichneten Dissertation „Die Knechtsgleichnisse der synoptischen Evangelien“ wurde er 1970 promoviert.
Von 1970 bis 1975 war er als Dozent und anschließend bis zu seiner Emeritierung 2003 als Professor für Neutestamentliche Exegese und Biblische Einleitungswissenschaft an der Philosophisch-Theologischen Hochschule der Pallottiner in Vallendar tätig. Er arbeitete auch in der Priester- und Lehrerfortbildung sowie in der Erwachsenenbildung. Mit seinem Sachbuch Was die Bibel Wunder nennt von 1975 (acht Auflagen) erreichte er ein breites Publikum.
Zu seinem 80. Geburtstag wurde er mit der nahezu 400 Seiten umfassenden Festschrift Lukas – Paulus – Pastoralbriefe geehrt, an der 19 Autoren beteiligt waren.
Alfons Weiser ist auch ein hervorragender Organist. Von seiner Würzburger Studienzeit her ist er Mitglied der KDB Franco-Borussia zu Würzburg im RKDB.

## Publikationen
- Jesu Wunder – damals und heute. Stuttgart: kbw 1968 (61987)
- Die Knechtsgleichnisse der synoptischen Evangelien. München: Kösel 1971 ISBN 3-466-25329-2 (Diss. Würzburg)
- Was die Bibel Wunder nennt: ein Sachbuch zu den Berichten der Evangelien. Stuttgart: kbw 1975 ISBN 3-460-31091-X (81992)
- Zentrale Themen des Neuen Testamentes: Handreichung für Schule und Erwachsenenbildung. Donauwörth: Auer 1978 ISBN 3-403-00895-9 (31986)
- Die Apostelgeschichte. (=ÖTK 5) 2 Bde. Gütersloh: Mohn 1981–1985
- Studien zu Christsein und Kirche. Stuttgart: kbw 1990 ISBN 3-460-06091-3
- Miteinander Gemeinde werden: Sachbuch zum Neuen Testament und zum kirchlichen Leben. Stuttgart: kwb 1992 ISBN 3-460-30000-0
- Die Theologie der Evangelien. Stuttgart: Kohlhammer 1993. ISBN 3-17-012044-1
- Die gesellschaftliche Verantwortung der Christen nach den Pastoralbriefen. Stuttgart u. a.: Kohlhammer 1994 ISBN 3-17-013178-8
- Der zweite Brief an Timotheus. (EKK 16,1) Düsseldorf u. a.: Benziger u. a. 2003 ISBN 3-545-23118-6